# Ronnie Platt
Ronnie Platt (nacido el 24 de febrero de 1960) es el cantante actual de la banda de rock Kansas. Se unió a la banda en 2014, a tiempo para el álbum The Prelude Implicit. Él había trabajado previamente con los grupos musicales Yezda Urfa e Shooting Stars, y como solista.

## Discografía

### Con los Kansas
- The Prelude Implicit, 2016
- The Absence of Presence, 2020

### Solista
- You've Got Love, 2008